# ジョージ・コールマン
ジョージ・コールマン（George Coleman、1935年3月8日 - ）は、ジャズ・ミュージシャン、作曲家、教育者。1960年代、マイルス・デイヴィスのバンドに加わったことで知られる。

## 経歴
コールマンはテネシー州メンフィスの出身。10代のころに長兄のルシアン・アダムスより、アルト・サクソフォーンの手ほどきを受ける。同世代のほとんどの音楽家と同様、チャーリー・パーカーから絶大な影響を受ける。同地にて同年代のミュージシャンは、ハロルド・メイバーン、ブッカー・リトル、ハンク・クロフォード、フランク・ストロジャー、チャールス・ロイドらがいる。レイ・チャールズの元で働いた後、1953年からB.B.キングのバンドで活動する。この頃から、テナー・サクソフォーンに転向する。1960年代前半にはマイルス・デイビスと共演している。

## ディスコグラフィ

### リーダー・アルバム
- 『メディテーション』 - Meditation (1977年、Timeless) ※with テテ・モントリュー
- 『アムステルダム・アフター・ダーク』 - Amsterdam After Dark (1978年、Timeless) ※『オータム・イン・ニューヨーク』として再発あり
- 『ビッグ・ジョージ』 - Big George (1980年、Affinity) ※1977年録音
- 『マンハッタン・パノラマ』 - Manhattan Panorama (1985年、Theresa/ Evidence)
- Playing Changes (1988年、Jazz House) ※1979年録音
- At Yoshi's (1989年、Theresa/ Evidence) ※1987年録音
- 『二重奏 (ダブル・ファンタジー)』 - Convergence (1990年、Triloka) ※with リッチー・バイラーク
- 『マイ・ホーンズ・オブ・プレンティ』 - My Horns of Plenty (1991年、Birdology/Verve)
- Blues Inside Out (1995年、Jazz House)
- Danger High Voltage (1996年、Two & Four)
- I Could Write a Book: The Music of Richard Rodgers (1998年、Telarc)
- 『4 ジェネレーション・オブ・マイルス』 - Four Generations of Miles: A Live Tribute To Miles (2002年、Chesky) ※with マイク・スターン、ロン・カーター、ジミー・コブ
- A Master Speaks (2016年、Smoke Sessions)
- The Quartet (2019年、Smoke Sessions)
- 『オン・グリーン・ドルフィン・ストリート』 - On Green Dolphin Street (2020年、Solid) ※with ロブ・アフルベーク・トリオ
- 『イン・バルチモア』 - The George Coleman Quintet in Baltimore (2020年、Reel To Reel)
- George Coleman Live at Smalls Jazz Club (2023年、Cellar Music Group)